# Cymbiodyta blanchardi
Cymbiodyta blanchardi är en skalbaggsart som beskrevs av Horn 1890. Cymbiodyta blanchardi ingår i släktet Cymbiodyta och familjen palpbaggar. Inga underarter finns listade i Catalogue of Life.